# Tokio (gruppo musicale)
I Tokio sono un gruppo musicale pop rock giapponese attivo nel 1994 e formato dalla Johnny & Associates.

## Formazione
- Shigeru Jōshima - chitarra
- Masahiro Matsuoka - batteria
- Taichi Kokubun - tastiere, piano

Ex membri
- Hiromu Kojima - chitarra (1990-1994)
- Tatsuya Yamaguchi - basso, chitarra (1994-2018)
- Tomoya Nagase - voce, chitarra (1994-2021)

## Discografia

### Album studio
- 1994: Tokio
- 1995: Bad Boys Bound
- 1996: Blowing
- 1997: Wild & Mild
- 1998: Graffiti
- 2000: Yesterday & Today
- 2001: 5 Ahead
- 2003: Glider
- 2004: Act II
- 2006: Harvest
- 2008: Sugar
- 2012: 17

### EP
- 1998: Denko Sekka

### Remix
- 1995: Tokio Remix

### Cover album
- 2004: TOK10

### Raccolte
- 1996: Best E.P Selection of Tokio
- 2001: Best EP Selection of Tokio II